# Цаган-Усун
Цаган-Усун (рос. Цаган-Усун) — село Джидинського району, Бурятії Росії. Входить до складу Сільського поселення Йонхорське.
Населення — 276 осіб (2015 рік).